# Balıkesir (province)
La province de Balıkesir (en turc : Balıkesir ili) est une des 81 provincess de la Turquie. Son territoire occupe la plus grande partie de l'ancien sandjak ottoman de Karesi et du vilayet du même nom. Sa préfecture se trouve dans la ville éponyme de Balıkesir.

## Géographie
Sa superficie est de 14 299 km2.
Au nord, la province a une façade sur la mer de Marmara et, à l'ouest, un autre accès sur la mer Égée.

## Population
En 2013, la province était peuplée de 1 162 761 habitants, soit une densité de population de 81 hab./km2.
| 2000      | 2001      | 2002      | 2003      | 2004      | 2005      | 2006      |
| --------- | --------- | --------- | --------- | --------- | --------- | --------- |
| 1 069 260 | 1 077 362 | 1 084 072 | 1 090 411 | 1 097 187 | 1 104 261 | 1 111 475 |

| 2007      | 2008      | 2009      | 2010      | 2011      | 2012      | 2013      |
| --------- | --------- | --------- | --------- | --------- | --------- | --------- |
| 1 118 313 | 1 130 276 | 1 140 085 | 1 152 323 | 1 154 314 | 1 160 731 | 1 162 761 |

| 2014      | 2015      | 2016      | 2017      | 2018      | 2019      | 2020      |
| --------- | --------- | --------- | --------- | --------- | --------- | --------- |
| 1 189 057 | 1 186 688 | 1 196 176 | 1 204 824 | 1 226 575 | 1 228 620 | 1 240 285 |

| 2021      | 2022      | 2023      | - | - | - | - |
| --------- | --------- | --------- | - | - | - | - |
| 1 250 610 | 1 257 590 | 1 273 519 | - | - | - | - |

## Administration
La province est administrée par un préfet (en turc : vali)

## Subdivisions
La province est divisée en 19 districts (en turc : ilçe, au singulier) :
- Ayvalık
- Balıkesir
- Balya
- Bandırma
- Bigadiç
- Burhaniye
- Dursunbey
- Edremit
- Erdek
- Gömeç
- Gönen
- Havran
- İvrindi
- Kepsut
- Manyas
- Marmara
- Savaştepe
- Sındırgı
- Susurluk